# Dithecodes dentatilinea
Dithecodes dentatilinea är en fjärilsart som beskrevs av W. Warren 1904. Dithecodes dentatilinea ingår i släktet Dithecodes och familjen mätare. Inga underarter finns listade i Catalogue of Life.